# Лемминги (триба)
Лемминги, или настоящие лемминги (лат. Lemmini), — триба грызунов из подсемейства полёвковых семейства хомяковых. В трибу Lemmini входят три современных рода леммингов — настоящие, болотные и лесные. Копытные лемминги составляют отдельную трибу, прямо не родственную Lemmini.

## Диагноз
Диагноз приведён по И. М. Громову.
Коренные без корней, как правило с обильными отложениями цемента. Наружние и внутренние треугольные петли нижних коренных хорошо различаются по величине. Эмаль мало дифференцированна, только в глубине входящих углов. Но у некоторых вымерших болотных леммингов дифференциация эмали сильная. Твёрдое нёбо с задненёбными ямками. Параконидный отдел M1 усложнён  лишь однократно, часто не полностью. Его задний одел имеет вид маленькой петельки. А передний отдел как и у M2 отличается от такового у всех других полёвковых — он образован двумя поперечно лежащими петлями, соединенными на внутренней стороне зуба.

## Состав
- Род Болотные лемминги (Synaptomys)[4]
  - † Подрод Metaxyomys Zakrzewski, 1972
    - † Synaptomys vetus Wilson, 1933 — ранний плейстоцен северо-запада Северной Америки
    - † Synaptomys landesi Hibbard, 1954 — ранний плейстоцен центра Северной Америки.
    - † Synaptomys anzaensis Zakrzewski, 1972 — ? средний плейстоцен Калифорнии.

  - † Подрод Plioctomys Suchov, 1977
    - † Synaptomys mimomiformis Suchov, 1977 — древний плейстоцен Уфимского Приуралья, Польши[5] и ? Франции[6].

  - Подрод Synaptomys Baird, 1857
    - † Synaptomys rinkeri Hibbard, 1956 — ранний плейстоцен, первая некорнезубая "полёвка" Нового Света.
    - Южный болотный лемминг (Synaptomys cooperi)
    - † Synaptomys sp.  — остатки этой формы известны из плейстоцена Монголии и Колымской низменности, к 1981 году ещё не были описаны[6].

  - Подрод Mictomys True, 1894
    - † Synaptomys kansasensis Hibbard, 1958  — средний плейстоцен США
    - † Synaptomys meltoni Paulson, 1961  — средний плейстоцен США
    - Северный болотный лемминг (Synaptomys borealis)
- Род Настоящие лемминги (Lemmus)
  - Амурский лемминг (Lemmus amurensis) — возможно, младший синоним L. lemmus[7].
  - Норвежский лемминг (Lemmus lemmus)
  - Lemmus nigripes — выделен из L. trimucronatus[7]; не признан Красной книгой МСОП.
  - Lemmus portenkoi — возможно, младший синоним L. lemmus[7].
  - Сибирский лемминг (Lemmus sibiricus) — возможно, младший синоним L. lemmus[7].
  - Желтобрюхий лемминг (Lemmus trimucronatus)
- Род Лесные лемминги (Myopus)
  - Лесной лемминг (Myopus schisticolor)